# Sam Gibbons

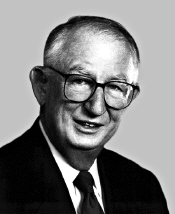
Sam Gibbons, um 1995

Sam Melville Gibbons (* 20. Januar 1920 in Tampa, Florida; † 10. Oktober 2012 ebenda) war ein US-amerikanischer Politiker. Zwischen 1963 und 1997 vertrat er den Bundesstaat Florida im US-Repräsentantenhaus.

## Werdegang
Sam Gibbons besuchte zunächst die H. B. Plant High School und diente danach zwischen 1941 und 1945 während des Zweiten Weltkrieges in der US Army, in der er es bis zum Major brachte. Er gehörte einer Luftlandedivision an und war seit 1944 in Frankreich und Deutschland eingesetzt. Nach dem Krieg studierte Gibbons bis 1947 an der University of Florida in Gainesville Jura. Nach seiner im gleichen Jahr erfolgten Zulassung als Rechtsanwalt begann er in Tampa in seinem neuen Beruf zu praktizieren. Gleichzeitig schlug er als Mitglied der Demokratischen Partei eine politische Laufbahn ein. Zwischen 1953 und 1958 saß Gibbons als Abgeordneter im Repräsentantenhaus von Florida; von 1959 bis 1962 gehörte er dem Staatssenat an. In den Jahren 1964, 1968 und 1984 war er Delegierter zu den Democratic National Conventions.
Bei den Kongresswahlen des Jahres 1962 wurde Gibbons im damals neugeschaffenen zehnten Wahlbezirk von Florida in das US-Repräsentantenhaus in Washington, D.C. gewählt, wo er am 3. Januar 1963 sein neues Mandat antrat. Nach 16 Wiederwahlen konnte er bis zum 3. Januar 1997 insgesamt 17 Legislaturperioden im Kongress absolvieren. In diese Zeit fielen unter anderem der Vietnamkrieg, die Watergate-Affäre und die Endphase der Bürgerrechtsbewegung. Außerdem wurden der 24., der 25., der 26. und der 27. Verfassungszusatz verabschiedet. Von 1993 bis 1995 war Gibbons Vorsitzender des Steuerausschusses.
Während seiner langen Zeit als Kongressabgeordneter vertrat Gibbons verschiedene Distrikte seines Heimatstaates. Bis 1967 war er Vertreter des zehnten Wahlbezirks. Danach vertrat er von 1967 bis 1973 als Nachfolger von Paul Rogers den sechsten Distrikt. Im Jahr 1973 wechselte er in den siebten Bezirk, den er 20 Jahre lang bis 1993 als Nachfolger von James A. Haley im Kongress repräsentierte. Seit 1993 kandidierte er im elften Wahlbezirk, den er von Jim Bacchus übernahm. Im Jahr 1996 verzichtete Sam Gibbons auf eine weitere Kandidatur. Danach zog er sich aus dem politischen Leben zurück. Er war zwei Mal verheiratet und hatte aus erster Ehe drei Söhne. Seinen Lebensabend verbrachte er in Tampa.